# Cerdido (parroquia)
Cerdido (llamada oficialmente San Martiño de Cerdido) es una parroquia española del municipio de Cerdido, en la provincia de La Coruña, Galicia.

## Otras denominaciones
La parroquia también es conocida por el nombre de San Martín de Cerdido.

## Entidades de población
Entidades de población que forman parte de la parroquia:
- A Barrosa
- A Campeira
- A Chaíña
- A Pena de Abaixo
- Becerroi
- Carballal
- Casaldaya de Abajo (Casaldaia de Abaixo)
- Casaldegonce
- Casavide
- Castrillón
- Chao
- Cruz dos Novás
- Cubos (Os Cubos)
- Díaz
- Domende
- Felgueira (A Felgueira)
- Fercoy (Fercoi)
- Freis (O Freis)
- Gangoa (A Gangoa)
- Noval (O Noval)
- O Carballeiro
- O Regueiro
- Pazos
- Pena (A Pena)
- Penadovico (Penadobico)
- Penso
- Piñeiro (O Piñeiro)
- Pontellas
- Rebordaos
- Rediz
- Regueirolongo
- Rincha (A Rincha)
- Rocha (A Rocha)
- Seijas (As Seixas)
- Villa de la Iglesia (A Vila da Igrexa)
- Villadóniga (Viladóniga)
- Vilar (O Vilar)
- Vilarelle
- Vilela
- Jiao (Xiao)

## Despoblados
Despoblados que forman parte de la parroquia:
- Balados (Os Valados)
- Castro (O Castro)
- Río (O Río)

## Demografía
| Gráfica de evolución demográfica de Cerdido entre 2000 y 2019 |
|                                                               |
| Datos según el nomenclátor publicado por el INE.              |